# Ioffe (cràter)
Ioffe és un cràter d'impacte situat a la cara oculta de la Lluna. Es troba a sud de la plana emmurallada del cràter Hertzsprung, i està unit a la vora exterior sud-oest de Fridman. Només un tram curt de terreny separa Ioffe de Belopol'skiy al sud-est.

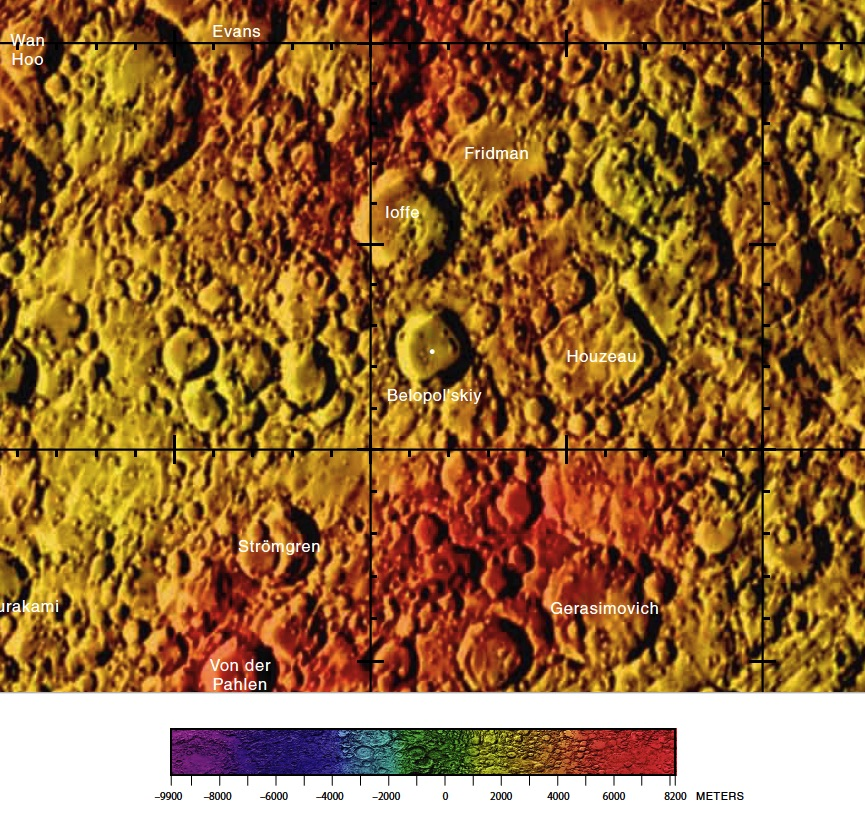
Localització d'Ioffe (centre superior de la imatge)
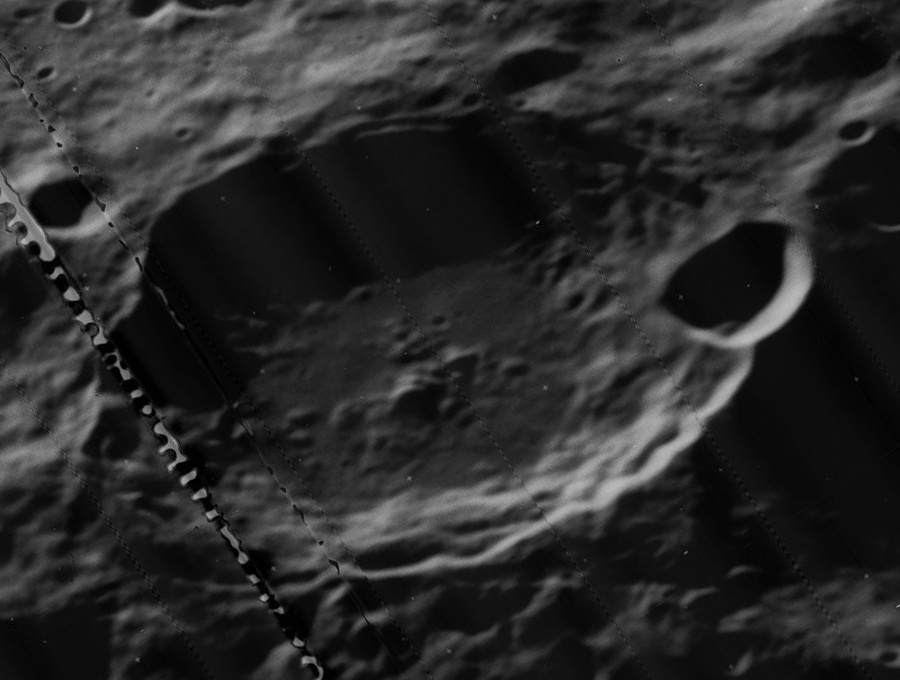
Imatge obliqua Lunar Orbiter 5 (ratllat contingut en l'original)

Es tracta d'un cràter relativament recent, amb una vora exterior ben definida i una paret interior aterrassada, tot i que la vora exterior ha estat marcadaper impactes posteriors. Un cràter més petit es troba a la vora del contorn on Ioffe s'uneix a Fridman. També apareix un cràter petit al costat nord-oest de la vora. El sòl interior és relativament pla, amb l'excepció d'una cresta baixa i desigual de material que s'estén des de l'est del punt mig fins a la paret interior sud-sud-oest. L'interior està lliure d'impactes notables.